# 穆坪镇
穆坪镇是中华人民共和国四川省雅安市宝兴县下辖的一个行政建制镇，全镇面积211平方公里。县城位于雅安市的北部，青衣江上游河畔，南距雅安市市区74公里，为宝兴县县政府所在地。全镇面积211平方公里。总人口11789人。
2011年宝兴县开始建设“熊猫古城”，芦山大地震受损后再次重建并于2014年成为4A级旅游景区，红军长征翻越夹金山纪念馆也坐落于此。

## 下辖
穆坪镇下辖以下地区：
穆坪社区、新宝村、新光村、雪山村、顺江村、苟山村和新民村。